# Finale de la Ligue des champions de l'UEFA 2021-2022
La finale de la Ligue des champions 2021-2022 est la 67e finale de la Ligue des champions de l'UEFA a lieu le 28 mai 2022. Cette rencontre devait initialement avoir lieu au stade Krestovski de Saint-Pétersbourg, mais elle est délocalisée au Stade de France à Saint-Denis en raison de l'invasion de l'Ukraine par la Russie. C'est la troisième fois que le Stade de France accueille la finale de la Ligue des champions, après celles de 2000 et 2006.
La rencontre oppose le club anglais du Liverpool FC à l'équipe espagnole du Real Madrid.
Outre le titre de champion d'Europe, le vainqueur de la rencontre obtient également une qualification d'office pour la phase de groupes de la Ligue des champions de l'UEFA 2022-2023, la Supercoupe de l'UEFA 2022 et la Coupe du monde des clubs de la FIFA 2022.
La rencontre au Stade de France à Saint-Denis est émaillée par des vols et des agressions d'une importance inhabituelle autour du stade, une partie de la presse dénonçant l'incapacité des autorités à assurer un dispositif efficient de maintien de l'ordre.

## Désignation de la ville hôte de la finale
Le 24 septembre 2019, le comité exécutif de l'UEFA annonce que les finales des éditions 2021, 2022 et 2023 auraient lieu respectivement au stade Krestovski (Saint-Pétersbourg, Russie), à l'Allianz Arena (Munich, Allemagne) et au stade de Wembley (Londres, Angleterre).
En raison de la pandémie de Covid-19, le 17 juin 2020, le comité exécutif de l'UEFA annonce que les phases finales à partir des quarts et que la finale 2020 seront disputés au Portugal, et que les quatre sites des finales suivantes ont accepté de repousser d'un an leurs engagements.
À la suite de l'invasion de l'Ukraine par la Russie le 24 février 2022, l'UEFA décide le jour-même que la finale ne se déroulera pas au stade de Saint-Pétersbourg en Russie. Le 25 février, le comité exécutif de l'UEFA décide de déplacer la finale de la compétition au stade de France à Saint-Denis. C'est la troisième fois que le Stade de France accueille la finale de la Ligue des champions, après celles de 2000 et 2006.

## Équipe
Deux des équipes les plus titrées de l'histoire de la compétition, Liverpool dispute à cette occasion sa dixième finale, pour six succès jusque là, le dernier datant de 2019. Le Real Madrid atteint quant à lui ce stade pour la dix-septième fois de son histoire, ayant remporté son treizième titre en 2018. C'est la troisième fois que ces deux clubs se rencontrent en finale après 1981 et 2018, un record dans la compétition.
Dans le tableau suivant, les finales jusqu'en 1992 sont de l'ère de la Coupe des clubs champions européens et depuis 1993 de l'ère de la Ligue des champions de l'UEFA.
| Équipes      | Précédentes apparitions en finale (en gras celles remportés)                                        |
| ------------ | --------------------------------------------------------------------------------------------------- |
| Liverpool FC | 9 (1977, 1978, 1981, 1984, 1985, 2005, 2007, 2018, 2019)                                            |
| Real Madrid  | 16 (1956, 1957, 1958, 1959, 1960, 1962, 1964, 1966, 1981, 1998, 2000, 2002, 2014, 2016, 2017, 2018) |

## Parcours des finalistes
Note : dans les résultats ci-dessous, le score du finaliste est toujours donné en premier (D : domicile ; E : extérieur).
| Rang | Équipe             | Pts | J | G | N | P | Bp | Bc | Diff |
| ---- | ------------------ | --- | - | - | - | - | -- | -- | ---- |
| 1    | Liverpool FC       | 18  | 6 | 6 | 0 | 0 | 17 | 6  | +11  |
| 2    | Atlético de Madrid | 7   | 6 | 2 | 1 | 3 | 7  | 8  | -1   |
| 3    | FC Porto           | 5   | 6 | 1 | 2 | 3 | 4  | 11 | -7   |
| 4    | AC Milan           | 4   | 6 | 1 | 1 | 4 | 6  | 9  | -3   |

| Rang | Équipe           | Pts | J | G | N | P | Bp | Bc | Diff |
| ---- | ---------------- | --- | - | - | - | - | -- | -- | ---- |
| 1    | Real Madrid      | 15  | 6 | 5 | 0 | 1 | 14 | 3  | +11  |
| 2    | Inter Milan      | 10  | 6 | 3 | 1 | 2 | 8  | 5  | +3   |
| 3    | Sheriff Tiraspol | 7   | 6 | 2 | 1 | 3 | 7  | 11 | -4   |
| 4    | Chakhtar Donetsk | 2   | 6 | 0 | 2 | 4 | 2  | 12 | -10  |

## Match
Le début de la rencontre est marqué par les Reds de Liverpool. Sadio Mané envoie une frappe bien capté par Thibaut Courtois. Karim Benzema croit ouvrir le score pour les Blancos mais son but est refusé pour hors-jeu. À la 59e minute, Vinicius Jr, dans le dos de la défense des hommes de Jürgen Klopp, réceptionne un centre de Federico Valverde et ouvre le score. Courtois s'interpose devant les tentatives de Mohamed Salah et ses partenaires pour préserver l'avantage. Il réalisé au total 8 arrêts tout au long du match et est élu homme du match. 
| Liverpool ·   |                         |     |
| Titulaires :  |                         |     |
|               |                         |     |
| 01            | Alisson                 |     |
| 26            | Andrew Robertson        |     |
| 04            | Virgil van Dijk         |     |
| 05            | Ibrahima Konaté         |     |
| 66            | Trent Alexander-Arnold  |     |
| 06            | Thiago Alcántara        | 77e |
| 03            | Fabinho                 |     |
| 14            | Jordan Henderson        | 77e |
| 23            | Luis Díaz               | 65e |
| 10            | Sadio Mané              |     |
| 11            | Mohamed Salah           |     |
|               |                         |     |
| Remplaçants : |                         |     |
| 22            | Loris Karius            |     |
| 62            | Caoimhín Kelleher       |     |
| 12            | Joe Gomez               |     |
| 21            | Kóstas Tsimíkas         |     |
| 32            | Joël Matip              |     |
| 07            | James Milner            |     |
| 08            | Naby Keïta              | 77e |
| 15            | Alex Oxlade-Chamberlain |     |
| 17            | Curtis Jones            |     |
| 67            | Harvey Elliott          |     |
| 09            | Roberto Firmino         | 77e |
| 18            | Takumi Minamino         |     |
| 20            | Diogo Jota              | 65e |
|               |                         |     |
| Entraîneur :  |                         |     |
| Jürgen Klopp  |                         |     |

| Real Madrid ·   |                   |       |
| Titulaires :    |                   |       |
|                 |                   |       |
| 01              | Thibaut Courtois  |       |
| 23              | Ferland Mendy     |       |
| 04              | David Alaba       |       |
| 03              | Éder Militão      |       |
| 02              | Dani Carvajal     |       |
| 08              | Toni Kroos        |       |
| 14              | Casemiro          |       |
| 10              | Luka Modrić       | 90e   |
| 20              | Vinícius Júnior   | 90+3e |
| 09              | Karim Benzema     |       |
| 15              | Federico Valverde | 86e   |
|                 |                   |       |
| Remplaçants :   |                   |       |
| 13              | Andriy Lunin      |       |
| 30              | Luca Zidane       |       |
| 06              | Nacho             |       |
| 12              | Marcelo           |       |
| 17              | Lucas Vázquez     |       |
| 19              | Dani Ceballos     | 90e   |
| 22              | Isco              |       |
| 25              | Eduardo Camavinga | 86e   |
| 07              | Eden Hazard       |       |
| 11              | Marco Asensio     |       |
| 18              | Gareth Bale       |       |
| 21              | Rodrygo           | 90+3e |
| 24              | Mariano Díaz      |       |
|                 |                   |       |
| Entraîneur :    |                   |       |
| Carlo Ancelotti |                   |       |

| Liverpool ·   |                         |     |
| Titulaires :  |                         |     |
|               |                         |     |
| 01            | Alisson                 |     |
| 26            | Andrew Robertson        |     |
| 04            | Virgil van Dijk         |     |
| 05            | Ibrahima Konaté         |     |
| 66            | Trent Alexander-Arnold  |     |
| 06            | Thiago Alcántara        | 77e |
| 03            | Fabinho                 |     |
| 14            | Jordan Henderson        | 77e |
| 23            | Luis Díaz               | 65e |
| 10            | Sadio Mané              |     |
| 11            | Mohamed Salah           |     |
|               |                         |     |
| Remplaçants : |                         |     |
| 22            | Loris Karius            |     |
| 62            | Caoimhín Kelleher       |     |
| 12            | Joe Gomez               |     |
| 21            | Kóstas Tsimíkas         |     |
| 32            | Joël Matip              |     |
| 07            | James Milner            |     |
| 08            | Naby Keïta              | 77e |
| 15            | Alex Oxlade-Chamberlain |     |
| 17            | Curtis Jones            |     |
| 67            | Harvey Elliott          |     |
| 09            | Roberto Firmino         | 77e |
| 18            | Takumi Minamino         |     |
| 20            | Diogo Jota              | 65e |
|               |                         |     |
| Entraîneur :  |                         |     |
| Jürgen Klopp  |                         |     |

| Real Madrid ·   |                   |       |
| Titulaires :    |                   |       |
|                 |                   |       |
| 01              | Thibaut Courtois  |       |
| 23              | Ferland Mendy     |       |
| 04              | David Alaba       |       |
| 03              | Éder Militão      |       |
| 02              | Dani Carvajal     |       |
| 08              | Toni Kroos        |       |
| 14              | Casemiro          |       |
| 10              | Luka Modrić       | 90e   |
| 20              | Vinícius Júnior   | 90+3e |
| 09              | Karim Benzema     |       |
| 15              | Federico Valverde | 86e   |
|                 |                   |       |
| Remplaçants :   |                   |       |
| 13              | Andriy Lunin      |       |
| 30              | Luca Zidane       |       |
| 06              | Nacho             |       |
| 12              | Marcelo           |       |
| 17              | Lucas Vázquez     |       |
| 19              | Dani Ceballos     | 90e   |
| 22              | Isco              |       |
| 25              | Eduardo Camavinga | 86e   |
| 07              | Eden Hazard       |       |
| 11              | Marco Asensio     |       |
| 18              | Gareth Bale       |       |
| 21              | Rodrygo           | 90+3e |
| 24              | Mariano Díaz      |       |
|                 |                   |       |
| Entraîneur :    |                   |       |
| Carlo Ancelotti |                   |       |

## Incidents et mise en cause du dispositif de sécurité français
D'importantes émeutes marquent la rencontre au Stade de France, à Saint-Denis. Selon Le Figaro, la rencontre a été « entachée par les heurts et la désorganisation » et émaillée d'incidents autour du stade. 105 personnes ont été interpellées entre le samedi soir et le dimanche matin à Paris et à Saint-Denis, et, selon les sources, entre une vingtaine et 48 personnes, dont un « nombre significatif » de mineurs, ont été placées en garde à vue, essentiellement pour des violences,.
Fait rare pour un match de ce niveau, le début de la rencontre a dû être retardé de plus d'une demi-heure du fait de tensions à l'extérieur du stade.
Le ministre de l’Intérieur Gérald Darmanin fait alors porter la responsabilité du désordre qui a précédé la finale aux supporters britanniques. Le document du préfet de police, Didier Lallement, est utilisé par le gouvernement pour dénoncer une « fraude massive, industrielle et organisée de faux billets ». Ce document, selon 20 Minutes, ne contient pas un mot sur les vols et agressions dont ont été victimes les spectateurs. Le dispositif policier prévu pour lutter contre le hooliganisme aurait été inadéquat pour lutter contre « une présence massive et inhabituelle de centaines de délinquants ». Pour Libération, le « déni de réalité » de Gérald Darmanin « frise l’arrogance », celui-ci étant secondé par le préfet Didier Lallement, qui « a accusé successivement les supporteurs de Liverpool, l’UEFA, la RATP et une mystérieuse cabale industrielle qui aurait permis l’arrivée au stade de 30 000 à 40 000 Anglais munis de faux billets ou sans billets ».
Pour Le Point, ces incidents ont contribué à faire de la finale de la Ligue des champions « un immense fiasco en termes d'organisation. Retard inédit du match, foule agglutinée, incapacité des autorités à assurer un dispositif efficient de maintien de l'ordre ». La presse britannique pointe les insuffisances de l'organisation, le tabloïd The Sun titrant sur le « Stade de Farce », et un ministre demande l'ouverture d'une enquête.
Le 1er juin 2022, le ministre de l’Intérieur Gérald Darmanin et la ministre des Sports Amélie Oudéa-Castéra (entrée en fonction le 20 mai 2022) sont auditionnés au Sénat sur le déroulement des évènements. L'audition fut présidée par François-Noël Buffet et retransmise en direct notamment sur la chaîne Public Sénat. Gérald Darmanin réitère le problème du nombre important de faux billets en papier du côté du club de Liverpool (dont même les personnes chargées de contrôler les billets se demandaient si les stylos pour vérifier les billets étaient défectueux), mais également la grève de la ligne B du RER, qui avait été annoncée quelques jours avant la finale, mais qui ont reporté un nombre plus important de spectateur sur la ligne D du RER, forçant les autorités à modifier le dispositif de sécurité pour éviter un risque pour la foule et laissant une zone entre le premier contrôle et le deuxième contrôle de billet sans force de sécurité suffisante,.
Peu après, un sondage Odoxa-Backbone Consulting pour Le Figaro indique que 76 % des sondés n'ont pas été convaincus par les explications de Gérald Darmanin après les incidents survenus avant la finale de Ligue des champions. En tête des responsables figurent, aux yeux de 61 % des sondés, les jeunes délinquants des cités voisines, qui ont profité du désordre et qui porteraient une responsabilité « très importante » dans le fiasco de l'organisation de la finale.
Le 3 juin 2022, le Real Madrid se plaint officiellement des agressions contre ses supporters survenues lors de la finale de Ligue des champions. Le 10 juin 2022, le parquet de Bobigny ouvre une enquête pour « vols, vols aggravés et violences aggravées » pour traiter les plaintes formulées par les supporters étrangers victimes d'infractions lors de la finale. La presse informe alors que les images de vidéosurveillance du Stade de France et de la Régie autonome des transports parisiens (RATP) ont été supprimées faute de « réquisition judiciaire », la Société nationale des chemins de fer français (SNCF) annonçant pour sa part avoir « bloqué l'effacement » et conservé les images.
Au cours du mois de février 2023, le rapport d'enquête de l'Union des associations européennes de football (UEFA) conclut que le dispositif de sécurité français était totalement défaillant et désigne celui-ci comme responsable d'agressions de supporters anglais et espagnols. A contrario des explications des autorités françaises qui s'étaient focalisées sur le rôle supposé des hooligans britanniques, le rapport explique qu'une partie non négligeable du problème est venu de la police française, ainsi que de délinquants français qui ont agressé, après le match, des supporters anglais et espagnols. Les accusations du ministère de l'Intérieur faisant porter la seule responsabilité sur les supporteurs anglais présents au Stade de France « soit sans billet soit avec des billets falsifiés » sont battues en brèche par le rapport de l'UEFA qui soutient que « les parties prenantes qui ont affirmé les chiffres de « 30.000 à 40.000 supporteurs anglais » sans tickets, notamment les ministres, la préfecture de police, l'UEFA et la FFF, ont agi de manière irresponsable » dans le but de « s'exonérer de la responsabilité des défaillances ». Enfin, le groupe conclut que l'UEFA, en tant que propriétaire de l'événement, « porte la responsabilité première des échecs qui ont quasiment mené au désastre ». Il épingle aussi la préfecture de police et la FFF.
En février 2023, neuf mois après la finale de la Ligue des champions, des supporters de Liverpool déploient une banderole traitant les ministres français Amélie Oudéa-Castéra et Gérald Darmanin de « menteurs » pour leurs déclarations après le « fiasco » du Stade de France.
À la suite du rapport de février, le 5 avril 2023, une plainte collective est déposée au nom de près de 900 supporteurs de Liverpool par le cabinet d’avocat londonien Leigh Day auprès du tribunal de Liverpool. Cette dernière vise l'UEFA qui est désignée par ce rapport comme la principale responsable dans les incidents « qui ont quasiment mené au désastre ». Deux autres cabinets d’avocats, représentant près de 2 000 autres supporters, avaient aussi annoncé leur intention de poursuivre l’UEFA en justice.
En mars 2025, Gérald Darmanin reconnaît, dans une interview vidéo, des erreurs dans le choix du dispositif policier et présente ses excuses auprès des supporters de Liverpool pour les avoir accusés, l'association de supporters Football Supporters Europe déplore des "excuses du bout des lèvres" qui arrivent "un peu tard" et le fait qu'il ne reconnaît pas sa responsabilité